# Brottning vid olympiska sommarspelen 1996
Brottningen hölls i Atlanta och var uppdelat i två discipliner; grekisk-romersk stil och fristil. Tävlingarna var endast öppna för män. 

## Medaljer

### Medaljsummering
| Plac. | Land         | Guld | Silver | Brons | Totalt antal medaljer |
| ----- | ------------ | ---- | ------ | ----- | --------------------- |
| 1     | Ryssland     | 4    | 1      | 2     | 7                     |
| 2     | USA          | 3    | 4      | 1     | 8                     |
| 3     | Polen        | 3    | 1      | 1     | 5                     |
| 4     | Turkiet      | 2    | 0      | 1     | 3                     |
| 5     | Sydkorea     | 1    | 3      | 0     | 4                     |
| 6     | Iran         | 1    | 1      | 1     | 3                     |
| 6     | Kuba         | 1    | 1      | 1     | 3                     |
| 8     | Armenien     | 1    | 1      | 0     | 2                     |
| 9     | Ukraina      | 1    | 0      | 3     | 4                     |
| 10    | Nordkorea    | 1    | 0      | 1     | 2                     |
| 10    | Kazakstan    | 1    | 0      | 1     | 2                     |
| 12    | Bulgarien    | 1    | 0      | 0     | 1                     |
| 13    | Vitryssland  | 0    | 3      | 1     | 4                     |
| 14    | Tyskland     | 0    | 1      | 2     | 3                     |
| 15    | Azerbajdzjan | 0    | 1      | 0     | 1                     |
| 15    | Kanada       | 0    | 1      | 0     | 1                     |
| 15    | Frankrike    | 0    | 1      | 0     | 1                     |
| 15    | Finland      | 0    | 1      | 0     | 1                     |
| 19    | Japan        | 0    | 0      | 1     | 1                     |
| 19    | Georgien     | 0    | 0      | 1     | 1                     |
| 19    | Kina         | 0    | 0      | 1     | 1                     |
| 19    | Sverige      | 0    | 0      | 1     | 1                     |
| 19    | Moldavien    | 0    | 0      | 1     | 1                     |

## Medaljtabell

### Fristil, herrar
| Klass                     | Guld                              | Silver                          | Brons                       |
| Lätt flugvikt Detaljer... | Kim Il · Nordkorea                | Armen Mkertchian · Armenien     | Alexis Vila · Kuba          |
| Flugvikt Detaljer...      | Valentin Jordanov · Bulgarien     | Namiq Abdullayev · Azerbajdzjan | Maulen Mamyrov · Kazakstan  |
| Bantamvikt Detaljer...    | Kendall Cross · USA               | Guivi Sissaouri · Kanada        | Ri Yong-Sam · Nordkorea     |
| Fjädervikt Detaljer...    | Tom Brands · USA                  | Jang Jae-Sung · Sydkorea        | Elbrus Tedejev · Ukraina    |
| Lättvikt Detaljer...      | Vadim Bogijev · Ryssland          | Townsend Saunders · USA         | Zaza Zazirov · Ukraina      |
| Weltervikt Detaljer...    | Buvajsar Sajtijev · Ryssland      | Park Jang-Soon · Sydkorea       | Takuya Ota · Japan          |
| Mellanvikt Detaljer...    | Chadzjimurad Magomedov · Ryssland | Yang Hyun-Mo · Sydkorea         | Amir Reza Khadem · Iran     |
| Lätt tungvikt Detaljer... | Rasoul Khadem · Iran              | Macharbek Chadartsev · Ryssland | Eldar Kurtanidze · Georgien |
| Tungvikt Detaljer...      | Kurt Angle · USA                  | Abbas Jadidi · Iran             | Arawat Sabejew · Tyskland   |
| Supertungvikt Detaljer... | Mahmut Demir · Turkiet            | Aleksej Medvedev · Vitryssland  | Bruce Baumgartner · USA     |

### Grekisk-romersk stil, herrar
| Klass                     | Guld                          | Silver                         | Brons                          |
| Lätt flugvikt Detaljer... | Sim Kwon-Ho · Sydkorea        | Aleksandr Pavlov · Vitryssland | Zafar Gulijev · Ryssland       |
| Flugvikt Detaljer...      | Armen Nazarian · Armenien     | Brandon Paulson · USA          | Andrij Kalasjnykov · Ukraina   |
| Bantamvikt Detaljer...    | Jurij Melnitjenko · Kazakstan | Dennis Hall · USA              | Sheng Zetian · Kina            |
| Fjädervikt Detaljer...    | Włodzimierz Zawadzki · Polen  | Juan Marén · Kuba              | Mehmet Akif Pirim · Turkiet    |
| Lättvikt Detaljer...      | Ryszard Wolny · Polen         | Ghani Yalouz · Frankrike       | Aleksandr Tretjakov · Ryssland |
| Weltervikt Detaljer...    | Filiberto Azcuy · Kuba        | Marko Asell · Finland          | Józef Tracz · Polen            |
| Mellanvikt Detaljer...    | Hamza Yerlikaya · Turkiet     | Thomas Zander · Tyskland       | Valerij Tsilent · Vitryssland  |
| Lätt tungvikt Detaljer... | Vjatjeslav Olejnik · Ukraina  | Jacek Fafiński · Polen         | Maik Bullmann · Tyskland       |
| Tungvikt Detaljer...      | Andrzej Wroński · Polen       | Sergej Lisjtvan · Vitryssland  | Mikael Ljungberg · Sverige     |
| Supertungvikt Detaljer... | Aleksandr Karelin · Ryssland  | Matt Ghaffari · USA            | Sergei Mureiko · Moldavien     |